# جوزيف هوكر (ضابط أمريكي)
جوزيف هوكر (بالإنجليزية: Joseph Hooker)‏ ، من مواليد 13 نوفمبر سنة 1814م، وتوفي بتاريخ 31 أكتوبر سنة 1879م، وهو ضابط عسكري أمريكي شارك في الحرب الأهلية الأمريكية، انضم إلى قوات الجيش الأمريكي المسمى (الاتحاد) بهدف إعادة توحيد الولايات المتحدة الأمريكية.

## وصلات خارجية
- جوزيف هوكر على موقع الموسوعة البريطانية (الإنجليزية)
- جوزيف هوكر على موقع إن إن دي بي (الإنجليزية)

قالب:EB1911 Poster
- "Fighting Joe" Hooker Biography and timeline نسخة محفوظة 20 أكتوبر 2013 على موقع واي باك مشين.
- Joseph Hooker in Encyclopedia Virginia
- Hooker biography on Civil War Home
- Joseph Hooker Home Page and Photo Gallery